# Cellule (géométrie)
Pour les articles homonymes, voir Cellule.

Un hypercube de dimension 4 possède 8 cellules qui sont des cubes.

En géométrie, une cellule est un élément tridimensionnel faisant partie d'un objet de dimension supérieure.

## Chez les polytopes
Une cellule est un polyèdre à trois dimensions qui constitue la "surface tridimensionnelle" d'un polytope de dimension supérieure, comme un polychore ou d'un nid d'abeille. En d'autres termes, une cellule est à un polychore ce qu'une face est à un polyèdre.
De la même façon qu'un carré possède 4 segments pour côtés, et qu'un cube possède 6 carrés pour faces, un tesseract possède 8 cubes pour cellules.
À chaque sommet, chez un tesseract, 4 cellules cubiques se rejoignent, tandis que chez un pavage cubique, 8 cellules cubiques se rejoignent.

### Nomenclature des polychores par leur nombre de cellules
On nomme parfois un polychore par son nombre de cellules polyédriques, exemples : le "5 cellules" est un pentachore, le "8 cellules" est un tesseract, le "120 cellules" est un hyperdodécaèdre, le "600 cellules" est un hypericosaèdre...